# 2939 Coconino
2939 Coconino è un asteroide della fascia principale. Scoperto nel 1982, presenta un'orbita caratterizzata da un semiasse maggiore pari a 2,4396289 UA e da un'eccentricità di 0,1640555, inclinata di 3,94889° rispetto all'eclittica.
Dal 17 febbraio al 15 maggio 1984, quando 2981 Chagall ricevette la denominazione ufficiale, è stato l'asteroide denominato con il più alto numero ordinale. Prima della sua denominazione, il primato era di 2933 Amber.
L'asteroide è dedicato all'omonima contea dell'Arizona negli Stati Uniti d'America.